# Велико-Новоселицька волость (Новоград-Волинський повіт)
Велико-Новоселицька волость — історична адміністративно-територіальна одиниця Новоград-Волинського повіту Волинської губернії Російської імперії. Волосний центр — село Новоселиця.
Наприкінці ХІХ ст. волость було ліквідовано, поселення увійшли до складу Миропільської (Котелянка, Тиранівка) та Полонської (Велика та Мала Новоселиця) волостей.
Станом на 1885 рік складалася з 7 поселень, 6 сільських громад. Населення — 4973 особи (2374 чоловічої статі та 2599 — жіночої), 508 дворових господарств.
|                     | Площа, десятин | У тому числі орної, десятин |
| ------------------- | -------------- | --------------------------- |
| Сільських громад    | 4330           | 2997                        |
| Приватної власності | 3903           | 2479                        |
| Казенної власності  | —              | —                           |
| Іншої власності     | 155            | 98                          |
| Загалом             | 8388           | 5574                        |

Основні поселення волості:
- Велика Новоселиця — колишнє власницьке село на річці Хоморі, 1675 осіб, 200 дворів, волосне правління, православна церква, школа.
- Котелянка — колишнє власницьке село, 934 осіб, 96 дворів, православна церква, школа, водяний млин.
- Мала Новоселиця — колишнє власницьке село на річці Хоморі, 720 осіб, 78 дворів.
- Тиранівка — колишнє власницьке село, 425 осіб, 54 дворів, винокурний завод (гуральня).